# Margaret Turnbull
Margaret Carol Turnbull es una astrónoma estadounidense.

## Biografía
En 1998, obtuvo la licenciatura en astronomía por la Universidad de Wisconsin; y en 2004, su PhD en astronomía por la Universidad de Arizona. Turnbull es autoridad en los sistemas de estrellas que podrían tener planetas habitables, análogas solares y habitabilidad planetaria.
En 2002, desarrolló el HabCat con Jill Tarter, un catálogo de sistemas estelares potencialmente habitables. Al año siguiente, pasó a identificar más de 30 estrellas particularmente adecuados desde la lista HabCat de 5.000, que están dentro de 100 años luz de la Tierra.
En 2006, Turnbull elaboró dos listas cortas de sólo cinco estrellas cada una. La primera sería la base de búsquedas de radio SETI con el Allen Telescope Array (Beta Canum Venaticorum, HD 10307, HD 211415, 18 Scorpii, y 51 Pegasi). La segunda, son sus principales candidatos para el Buscador de planetas terrestres (Epsilon Indi, Epsilon Eridani, 40 Eridani, Alfa Centauri B, y Tau Ceti).
En 2007, fue citada como "Genia" por CNN por su obra de catalogación de estrellas con más probabilidades de desarrollar planetas que podrían apoyar vida y civilizaciones inteligentes.

## Honores

### Eponimia
Asteroide
- 7863 Turnbull

Cultivar del genus
- Pittosporum 'Margaret Trunbull'[7]